# Rajella challengeri
Rajella challengeri és una espècie de peix de la família dels raids i de l'ordre dels raïformes.

## Morfologia
- Els mascles poden assolir 56,1 cm de longitud total.[4]

## Hàbitat
És un peix marí, de clima tropical i bentopelàgic que viu entre 942-1.370 m de fondària.

## Distribució geogràfica
Es troba a l'oceà Índic oriental: Austràlia.

## Observacions
És inofensiu per als humans.